# جيانلوكا روتشي
جيانلوكا روتشي (بالإيطالية: Gianluca Rocchi)‏ (مواليد 25 أغسطس 1973 في فلورنسا) هو حكم كرة قدم إيطالي. بدأ مسيرته التحكيمية في عام 2000 بإدارته ل38 مباراة الدرجة الثالثة من الدوري الإيطالي. لكن تم ترفيعه لدرجات أعلى بعد ذلك. وفي عام 2010، عندما انقسمت لجنة الحكام الوطنية لدوري الدرجة الأولى الإيطالي ودوري الدرجة الثانية، عين في لجنة دوري الدرجة الأولى.
على الصعيد الدولي، قام روتشي بإدارة ثلاثة مباريات خلال تصفيات كأس الأمم الأوروبية 2012، وأستدعي لاحقاً كحم ساحة في مسابقة كرة القدم للرجال في الألعاب الأولمبية الصيفية 2012.

## وصلات خارجية
- جيانلوكا روتشي على موقع Soccerway.com (الإنجليزية)
- جيانلوكا روتشي على موقع أوليمبيديا (الإنجليزية)